# Puska

15. századi puskás katona a fegyvert elsütő szerkezet nélkül, gyújtózsinórral használja

A puska a kézi tűzfegyverek csoportjába tartozó lőfegyver. Megjelenése a lőpor feltalálásához köthető. Rajzok bizonyítják, hogy a szénből, salétromból és kénből álló, hevesen égő keveréket a kínaiak a 11. század elején már ismerték, és tűzijáték céljára használták. Egyesek szerint Marco Polo hozta magával Európába. Más források szerint a francia Roger Bacon ferences szerzetes, vagy a freiburgi Berthold Schwarz találta fel (és kapta utóbbitól a „feketelőpor” nevet). A lőpor és az első kézi lőfegyverek Európában a 13. és 14. században kezdtek elterjedni, az egyik legkorábbi ránk maradt lelet az úgynevezett tannenbergi puska.
Működési elvük egyszerű volt, egyik végén zárt cső, közelében kis nyílással a gyújtáshoz. A csőbe a lőport a nyitott végén betöltötték, és fölé helyezték a lövedéket, mely akkor kőből, vagy könnyen formálható fémből készült. A lövedéket a lőpor égésekor keletkező gáz nyomása repítette ki a csőből. A csövet a tartás és a célzás megkönnyítésére farúdhoz (tusa) rögzítették. Az egyre nagyobb méretű és súlyú csöveket később állványra, kerekekre szerelték, így alakultak ki az első ágyúk. Ha a mozgékonyság és a könnyebb kezelhetőség volt a cél, a cső, és a tusa is rövidült. Az 56 cm (22 coll) alatti hosszúságú puskák neve karabély. A további méretcsökkenés eredménye a maroklőfegyver: a pisztoly és a revolver.
A puskákat a legegyszerűbb működési sajátosságok szerint csoportosíthatjuk. Ezek alapján megkülönböztetünk elöltöltős és hátultöltős fegyvereket, működésük alapján egylövetű, ismétlő, öntöltő (félautomata) és önműködő (automata), illetve a fegyvercső számát tekintve egy, vagy többcsövű puskákat.

## A puskák lőszere

### Lőpor
A 13. századtól egészen a 19. századig az egyetlen rendelkezésre álló lőpor a hagyományos „fekete” lőpor volt. Alapanyaga a faszén, a kén és a salétrom volt, nagy füsttel, gyorsan és szabályozatlanul égett, égéstermékei szennyezték a fegyverek csövét, rontották a pontosságot és a megbízhatóságot. Az 1880-as években a svéd Nobel, a francia Vielle és az angol Abel is „füstnélküli” lőport hozott létre, nitrocellulóz illetve nitroglicerin alapú vegyületekből. Az új „fehér” lőpor kevesebb füstöt és égésterméket hagy hátra, kevésbé veszélyes, és égése is szabályozható.

### A lövedék
A sima csövű lőfegyverek lövedéke gömb vagy henger alakú, amelynek alakja kis stabilitást biztosít. A huzagolt csövű fegyverek esetében a kúpos lövedékforma és annak a huzagolásban történő megvezetése biztosítja azt, hogy a lövedék az orr-részével előre repüljön. A modern hátultöltő fegyvereknél a lövedék első illetve hátsó része kúpos vagy csonka gúla alakú, leggyakrabban lekerekített „csónakfar” véggel, és a belső résznél keményebb fém külső borítással. A keményebb külső burkolat céljai, a lövedék megvezetése a huzagolásban, a lövedék célba csapódáskori alakváltozásának szabályozása. A hadászati célú fejlődés az egyre kisebb űrméretű és nagyobb kezdősebességű lőszerek felé mutat.
Szerkezeti felépítése szerint a hagyományos kézifegyverekből két különböző típusú szilárd lövedéket lőhetünk ki, lehet több darabból álló (sörét), valamint egy darabból (pisztolylőszer, golyós puska), de utóbbi is három csoportra osztható (burkolat nélküli azaz lágy ólomlövedék, teljes burkolatú, vagy részben köpenyes).
A teljes burkolatú lövedék általában rendfenntartói, hadászati és speciális céllövészeti célokat szolgál, a világ egyes országaiban vadászatra is használják.
A burkolat nélküli lőszereket vagy céllövészeten, vagy kisebb vadak elejtésére alkalmazzák. A részben köpenyes lövedékeket majd mindenhol kizárólag vadászati célokra használják, utóbbinak más célú használata a legtöbb országban tiltott.

### Ismertebb lőszergyártók
- Barnes
- CZ
- Hirtenberger
- Lapua
- MFS
- Norma Precision
- Remington
- RWS
- Sako
- Winchester

### A gyújtás és lőszer
A lőszerek gyújtóanyaga kezdetben a kezdetleges gyújtózsinór volt. A kova és az acél felfedezése nagy áttörést jelentett, mely egyszerűsítette és megkönnyebbítette a gyújtószerkezeteket, majd a vegyészet fejlődésével a különböző gyúlóelegyek és gyújtók is megjelentek, mint a cilinderes gyújtó vagy kapszli. A lőszer gyújtása történhet gyútűs, perem vagy központi gyutacsos gyújtással.
A fegyverekbe a lőszert kezdetben több darabban töltötték be, külön a lövedéket, a gyúlóelegyet és külön a gyújtót. A lőszerek fejlődésének első állomása a kimért, ömlesztett papír töltények voltak, amelyek egy adag lőport és egy golyót tartalmaztak, de az elsütőszerkezetet külön kellett felporozni. A 19. századtól sok fegyverhez készítettek elégő papír vagy vászon hüvelyeket, de a gyújtás itt is külön gyújtókupakkal ment végbe. Az ipari fejlődés terméke a teljesen egyesített fém hüvelyes lőszer lett, ami vízálló, könnyen használható, egységes és biztonságos.

## Elöltöltő puskák

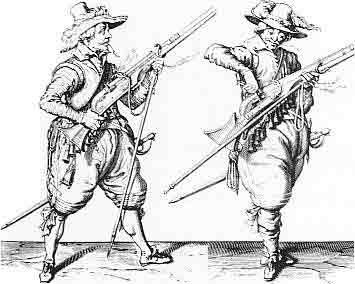
17. századi muskétás katonák

Az elöltöltő fegyverek az olcsóbb előállíthatóság és egyszerűbb kezelhetőség miatt egészen a 19. századig népszerűbbek voltak a hátultöltőknél. Az elöltöltő puskák nem rendelkeznek bonyolult zárszerkezettel, mivel kizárólag az elsütőszerkezet kialakítására kell koncentrálni. Az elöltöltő fegyverek hosszú alkalmazása során számtalan változás történt a kialakítás és az elsütő szerkezet terén.
Az elöltöltő puskákat kezdetben, nagy méretüknél fogva állványra szerelve, illetve különböző támasztékkal használták (szakállas puskák), majd a méret csökkenésével a vállra helyezve, a puskatus kifejlődésével pedig a vállra támasztva használták. Az 1600-as években a nehéz spanyol típusú puskákat használtak Európa szerte, egyszerű villás támasztékról.

### Egylövetű elöltöltők
Az egylövetű elöltöltő puskák alkották a gyalogsági lőfegyverek alaptípusát közel négyszáz évig. A lőfegyverek kis hányadát huzagolták, de többségük egészen 1850-ig sima csövű maradt. Ezen fegyverek alapját a középkori durva kialakítású kéziágyúktól egészen a korához viszonyítva rendkívül pontos Minié puskákig.
A mai fegyverekkel szemben támasztott igényekhez képest a 19. század előtti puskák lassúnak és pontatlannak számítottak, így a korabeli gyalogos harcászat hátrányainak csökkentése érdekében, a katonákkal egyenes sorokban sortüzet lövettek a nagyobb pusztítás érdekében.

### Huzagolt elöltöltők
A kézifegyverek forradalmasítása az 1850-es években Claude-Étienne Minié francia hadnagy nevéhez fűződő módszer, a Minié-módszer, ami pontos elöltöltő fegyvereket adott a katonák kezébe. A módszer alapja, hogy huzagolt csövű fegyverhez olyan kis méretű, hátsó felén üreges lövedéket használtak, amely betöltése a csőbe, még nagyobb szennyeződés esetén is egyszerű, viszont a felrobbanó lőporgázok hatására lövedék üreges fele kitágul és belekap a cső huzagolásba. A módszer elterjedésével sok simacsövű fegyvert alakítottak át huzagolttá.

### Elsütő szerkezet

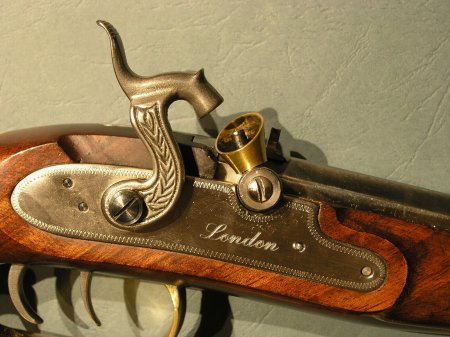
Gyújtókupakos gyújtó egy elöltöltő fegyver elsütőszerkezetén

- Kanócos puska: Egyszerű gyújtószerkezet, alapját egy izzó gyújtózsinór alkotta, amely az elsütő billentyű meghúzásakor rácsapódott a lőporral teli serpenyőre és begyújtotta a lövedéket. Európában a 17. századig, Indiában és Japánban egészen a 19. századig használták.
- Dörzskerekes puska: Bonyolult és drága szerkezet volt, ennél fogva soha nem váltotta fel a kanócos gyújtó alkalmazását. A elsütő billentyű meghúzásakor a vaspirit a forgó kerékhez szorulva szikrákat szórt az elhúzódó serpenyőbe és begyújtott a lövedéket.
- Rugós kovás puska: A kova és az acél együttes használatának terméke. Az elsütőbillentyű meghúzásakor a kova az acélnak dörzsölődve szikrákat képzett és begyújtotta a lövedéket.
  - Kovás puska: Tökéletesített rugós kovás gyújtó, amelyben az acél és a serpenyőfedél egy darabból áll. Az egyszerű és hatásos módszer hamar felváltotta a dörzskerekes és kanócos gyújtókat Európában.
  - Miquelet: (kovás zár, katalán eredetű) Kissé különbözött a normális kovás gyújtóktól (fő rugója kívül volt) Dél-Európában sokáig népszerű fajtának számított. Milícia névadójául is szolgált.[1]
- Gyújtókupak: A korszerű vegyi gyúlóelegyek katonai alkalmazásának kitűnő példája a gyújtókupak vagy „kapszli”. Az elsütő billentyűt elhúzva a kalapács ráüt a fém kupakra és a szúróláng begyújtja a lőport.

## Hátultöltő puskák
A puskák feltalálása óta sokan kísérleteztek a hátultöltő rendszerek kifejlesztésével, de igazi áttörést csak az ipari forradalomban feltalált fémhüvelyes lőszer hozta meg.

### Egylövetű hátultöltők
Olyan fegyver, amely általában forgó-tolózáras. Minden lövés után újra kell tölteni.
Egylövetű puskák
- TOZ–8 (Szovjetunió)
- PTRD M1941 (Szovjetunió)
- Gepárd M1 (Magyarország)

Egylövetű pisztolyok
- Welrod (Nagy-Britannia)

Ismétlőfegyver
Több töltény befogadására alkalmas tárral rendelkező, egyes lövés leadására alkalmas lőfegyver, amelynél az ismétlési ciklus (a lövési folyamat) mozzanatait, – egy, maximum két lépést kivéve – emberi erővel kell végrehajtani, de minden folyamat külső energiát igényel.
Ismétlő lőfegyver (a Fegyvertörvény szerint) olyan lőfegyver, amelyet úgy terveztek és alakítottak ki, hogy minden lövés leadása után tölténytárból vagy forgódobból a szerkezet kézi működtetésével tölthető újra;

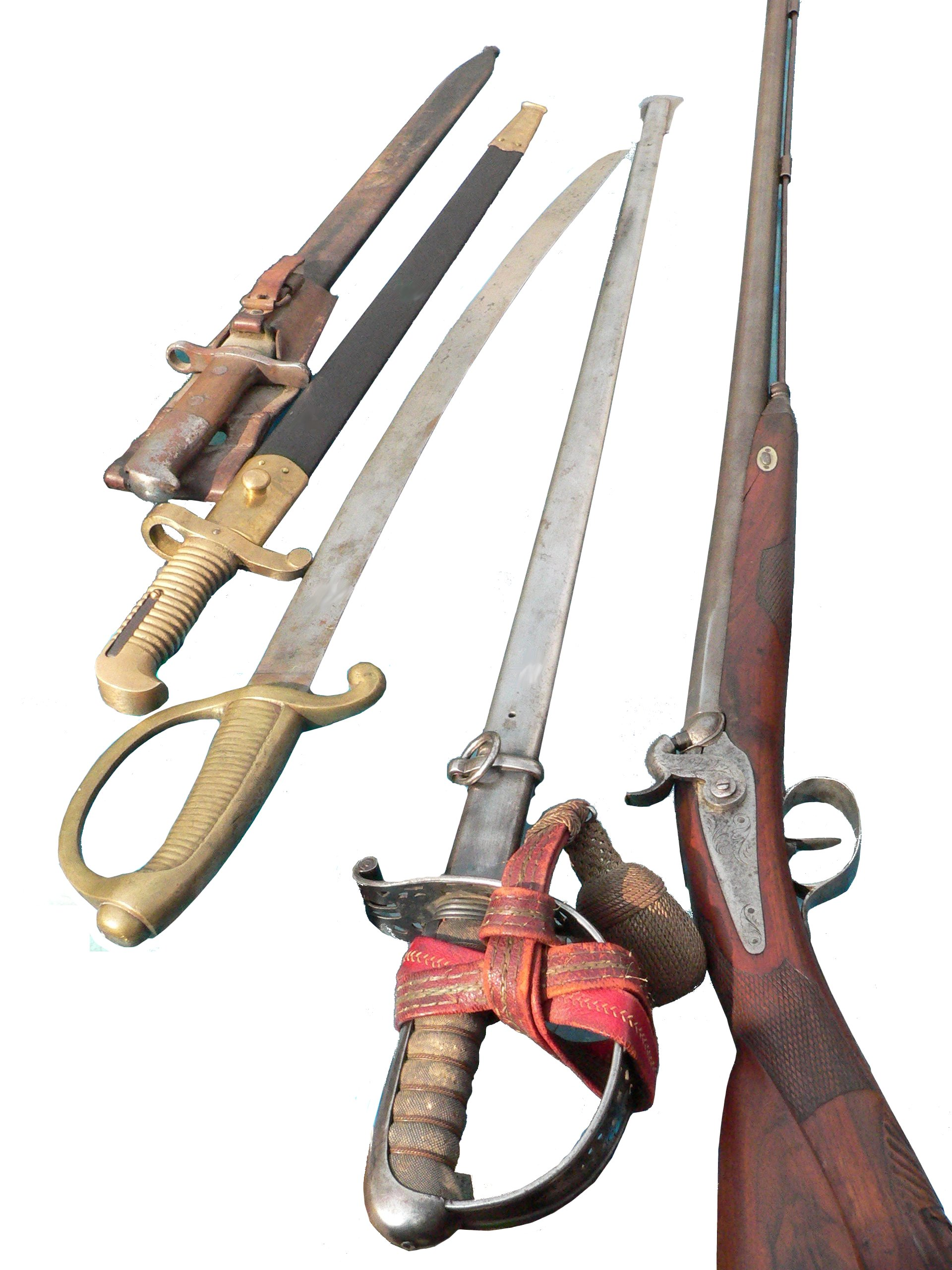
Bajonett, szablya és karabély

## Szuronyok
Szuronynak vagy bajonettnek olyan pengéket nevezzük, amiket egy lőfegyver csőtorkolatára rögzítenek. Feladata a gyalogos katona ütőképességének megnövelése közelharc során, továbbá védekezési lehetőséget biztosít a lovas támadókkal szemben.